# George Senesky

George Lawrence Senesky dit George Seneski (né le 4 avril 1922 à Mahanoy City, Pennsylvanie - mort le 26 juin 2001 à Philadelphie, Pennsylvanie) était un joueur et entraîneur américain de basket-ball.
Meneur de Saint Joseph's University, George Seneski joua durant huit saisons en Basketball Association of America (BAA) puis National Basketball Association (NBA), toutes avec les Philadelphia Warriors.  
Il entraîna par la suite la franchise, de 1955 à 1958, remportant le titre NBA en 1956.